# TransAsia Airways Flight 235
TransAsia Airways Flight 235 var et fly som styrtede ned 4. februar 2015 kort efter takeoff fra Taipei Songshan Airport.
Flyet landede kl. 10.54 lokal tid (kl. 03.54 dansk tid) i Keelung-floden efter at have ramt en taxa og rækværket på en motorvejsbro med den ene vinge.
Af de 58 ombordværende omkom 43 og 15 overlevede.
Videobilleder af det spektakulære flystyrt blev optaget af flere såkaldte dashcams.
Årsagen til flystyrtet antydes af de stedlige myndigheder, at være pilotfejl, hvorfor 71 piloter fra TransAsia Airways efterfølgende er sendt på kursus.

## Eksterne links
- Wikimedia Commons har flere filer relateret til TransAsia Airways Flight 235
- Crazy! TransAsia Flight Crashes Into Keelung River After Takeoff In Taiwan - Youtube 3.februar 2015 (amerikansk tid)
- Passagerfly styrter ned i flod: Mindst 16 dræbt - Ekstrabladet 4. februar 2015
- TransAsia-styrt: Pilot råbte 'Mayday' efter to minutter i luften - Ekstrabladet 4. februar 2015
- Taxa ramt af styrtende fly: Jeg besvimede - Ekstrabladet 4. februar 2015
- Passager før fatal tur: Lad os nyde denne dag roligt og lykkeligt - Ekstrabladet 4. februar 2015
- Taxa ramt af styrtende fly: Chaufføren besvimede af skræk - BT 4. februar 2015
- Redningsleder ved flystyrt: Det ser sort ud for passagererne - DR 4. februar 2015
- Taiwan-fly var på vingerne i under tre minutter - TV2 Nyhederne 4. februar 2015
- Mayday fra cockpittet i taiwansk fly: Motor slukkede kort før flystyrt - DR 4. februar 2015
- Taiwan: 31 er døde efter passagerfly styrter i flod - Information/Ritzau 4. februar 2015
- Dødeligt flystyrt er flyselskabs andet på 6 måneder - Ekstrabladet 4. februar 2015
- Sort boks afslører »mayday« inden fatalt flystyrt - Berlingske 6. februar 2015
- Begge motorer svigtede på Taiwan-fly - DR 6. februar 2015
- Efter sidelæns flystyrt: Alle piloter skal på testkursus - sn.dk 6. februar 2015
- Flere lig fundet efter flystyrt Arkiveret 22. november 2015 hos  Wayback Machine - Jyllands-Posten/Ritzau 7. februar 2015
- TransAsia piloter er suspenderet: Kunne ikke bestå test - Information/Ritzau 11. februar 2015

| Ulykker | Spire Denne artikel om ulykker og katastrofer er en spire som bør udbygges. Du er velkommen til at hjælpe Wikipedia ved at udvide den. |

25°03′48″N 121°37′03″Ø / 25.0633°N 121.6175°Ø